# Menggu youmu ji
Menggu youmu ji (chinois simplifié : 蒙古游牧记 ; chinois traditionnel : 蒙古遊牧記 ; pinyin : mēnggǔ yóumù jì ; litt. « Mémoire du nomadisme de Mongolie ») est un ouvrage en 16 rouleaux sur les peuples nomades mongols, écrit par Zhang Mu (zh) (张穆 / 張穆, zhāng mù, 1805 － 1849), sous la Dynastie Qing et achevé en 1894.
Cet ouvrage comporte :
- 24 parties sur 6 rouleaux au sujet de la Mongolie-Intérieure ;
- 4 parties sur 4 rouleaux au sujet de la Mongolie-Extérieure ;
- Les Oïrats sur 3 rouleaux ;
- Les anciens et nouveaux Torgut sur 3 rouleaux également.